# 亮叶鼠李
亮叶鼠李（学名：Rhamnus hemsleyana）为鼠李科鼠李属下的一个种。